# Сиво тити
Сивото тити още червенокоремно тити или тити молох (Callicebus moloch) е вид примат от семейство Сакови (Pitheciidae). Видът не е застрашен от изчезване.

## Разпространение и местообитание
Разпространен е в Бразилия.
Обитава песъчливи и гористи местности.

## Описание
На дължина достигат до 35,9 cm, а теглото им е около 958,1 g. Дължината на опашката им е около 32,7 cm, а тази на ушите – към 2,7 cm.
Продължителността им на живот е около 26,2 години.